# British Cycling Hall of Fame

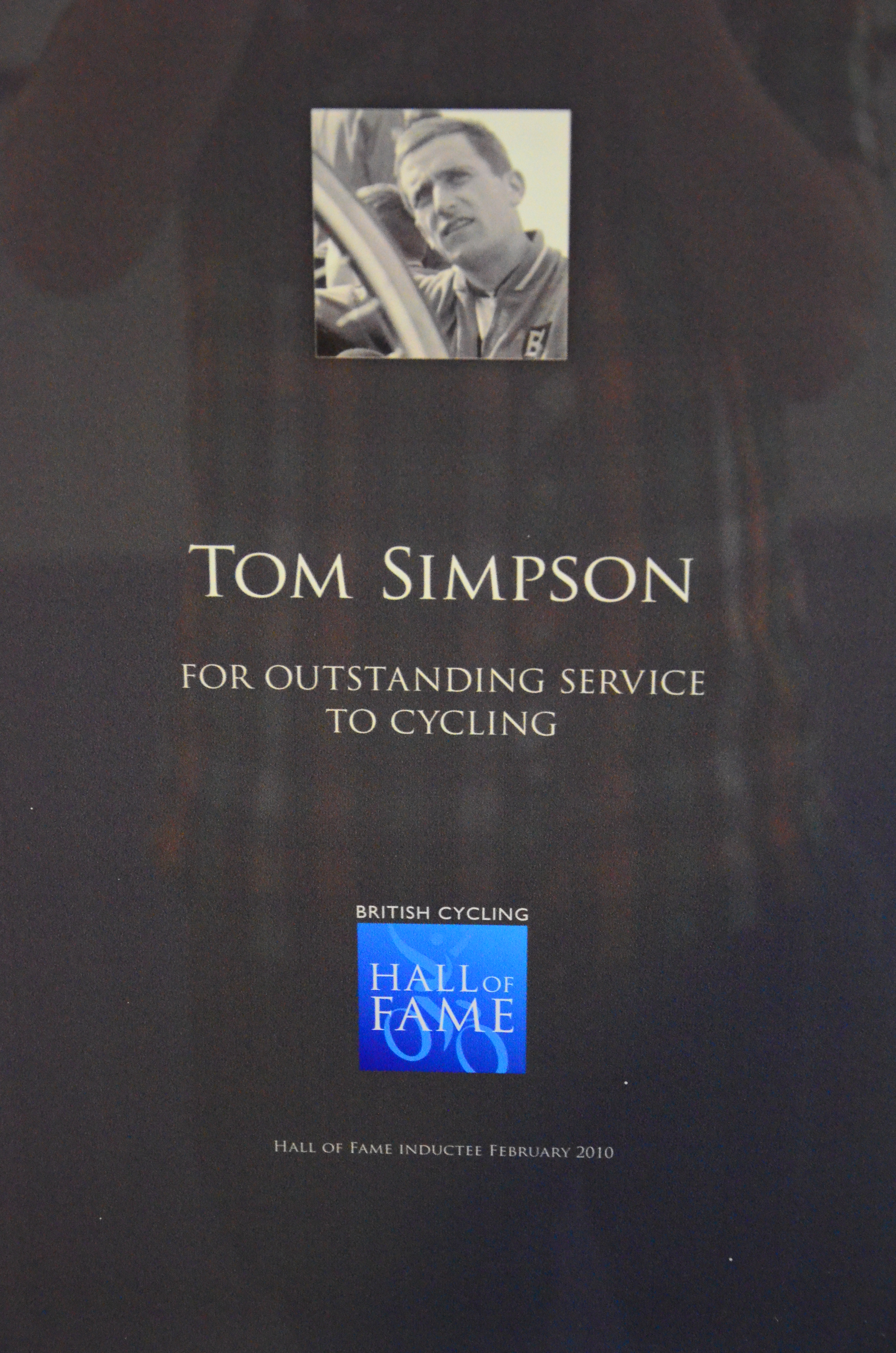
Urkunde von Tom Simpson in der Hall of Fame

Die British Cycling Hall of Fame wurde 2009 eingerichtet. Anlass war das 50-Jahr-Jubiläum des britischen Radsportverbandes British Cycling.
Am 17. Dezember 2009 wurden die Namen der ersten 50 Sportlerinnen und Sportlerinnen bekannt gegeben, die Aufnahme in die „British Cycling Hall of Fame“ gefunden haben. 300 Radsportler waren nominiert gewesen. Die Jury bestand aus Victoria Pendleton (Sportlerin), Brian Cookson (Sportler und Funktionär), William Fotheringham (Journalist und Autor), Robert Garbutt (Journalist), Peter King (Funktionär) und Hugh Porter (Sportler und Journalist).
Im August 2011 wurde die Ausstellung zur Hall of Fame im Manchester Velodrome eröffnet. Aus diesem Anlass wurde der Bahnradsportler Reg Harris aufgenommen, dessen Statue auch im Velodrom zu sehen ist.
Im Oktober 2016 wurden sieben weitere Mitglieder in die Hall of Fame aufgenommen, darunter der umstrittene Sportdirektor von British Cycling, David Brailsford.
Im November 2022 wurden erstmals seit 2016 wieder neue Nominierungen angenommen. Im Auswahl-Gremium saßen die Radsportlerinnen Sarah Storey und Shanaze Reade, der Wissenschaftler Marlon Moncrieffe, der Sportkommentator Simon Brotherton, die Journalistin Sophie Hurcom sowie die Funktionäre Simon Burney, Mick Bennett und Kathy Gilchrist. Im Februar 2023 wurden Maurice Burton, Emma Pooley, Rebecca Romero und Paul Sherwen als neue Mitglieder aufgenonommen. Im Oktober 2024 folgten 13 weitere neue Mitglieder, darunter Laura und Jason Kenny sowie Bradley Wiggins.

## Mitglieder
- Pat Adams (Organisator)
- Caroline Alexander (Cross-Fahrerin)
- Brian Annable (Funktionär, Organisator)
- David Baker (MTB-Fahrer)
- John Barclay (Trainer)
- Sid Barras (Straßenradrennfahrer)
- Mick Bennett (Bahnradfahrer und Funktionär)
- Stuart Benstead (Organisator)
- Chris Boardman (Bahnradfahrer)
- Bill Bradley (Straßenradrennfahrer)
- David Brailsford (Funktionär)
- Beryl Burton (Straßenradrennfahrerin)
- Maurice Burton (Straßen- und Bahnradrennfahrer)
- Keith Butler (Straßenradrennfahrer)
- Arthur Campbell (Funktionär)
- Ed Clancy (Bahnradfahrer)
- Brian Cossavella (Organisator)
- Doug Dailey (Straßenradrennfahrer, Trainer)
- Tony Doyle (Bahnradfahrer)
- Ian Emmerson (Organisator, Funktionär)
- Malcolm Elliott (Straßenradrennfahrer)
- Benny Foster (Organisator)
- Tim Gould (MTB-Fahrer)
- Carole Gosling (BMX-Organisatorin)
- Eileen Gray (Funktionärin)
- Reg Harris (Bahnradfahrer)[1]
- Dave Hemsley (Speedway-Fahrer)
- Barry Hoban (Straßenradrennfahrer)
- Dale Holmes (BMX-Fahrer)
- Mike Jardine (Organisator)
- Mandy Jones (Straßenradrennfahrerin)
- Peter Keen (Trainer)
- Jason Kenny (Bahnradfahrer)
- Laura Kenny (Bahnradfahrerin)
- Peter King (Funktionär)
- Stan Kite (Funktionär)
- Keith Lambert (Trainer)
- Carole Leigh (Funktionärin)
- Phil Liggett (Sportmoderator)
- Craig MacLean (Bahnradfahrer)
- Paul Manning (Bahnradfahrer)
- John & Doreen Mallinson (Funktionäre)
- Yvonne McGregor (Straßen- und Bahnradfahrerin)
- Gerry McDaid (Funktionär)
- Aileen McGlynn (Paracyclerin)
- Jason McRoy (MTB-Fahrer)
- Chas Messenger (Straßenradrennfahrer, Funktionär)
- Robert Millar (Straßenradrennfahrer)
- George Miller (Funktionär, Organisator)
- Richard Moore (Bahn- und Straßenradfahrer, Podcaster)
- Tracy Moseley (MTB-Fahrerin)
- Harold Nelson (Trainer)
- Graeme Obree (Bahnradfahrer)
- Bill Owen (Funktionär)
- Emma Pooley (Radrennfahrerin und Triathletin)
- Hugh Porter (Bahnradfahrer, Sportmoderator)
- Jason Queally (Bahnradfahrer)
- John Rawnsley (Cyclocross-Fahrer)
- Shanaze Reade (Bahnrad- und BMX-Fahrerin)
- Brian Robinson (Straßenradrennfahrer)
- Rebecca Romero (Bahnradfahrerin)
- Danielle Rowe (Straßen- und Bahnradfahrerin)
- Joanna Rowsell-Shand (Straßen- und Bahnradfahrerin)
- Alan Rushton (Organisator)
- Eileen Sheridan (Radsportlerin)
- Paul Sherwen (Radsportler und TV-Kommentator)
- Tom Simpson (Straßenradrennfahrer)
- Eddie Soens (Trainer)
- Colin Sturgess (Bahnradfahrer)
- Dot Tilbury (Funktionär, Organisator)
- Graham Webb (Straßenradrennfahrer)
- Les West (Straßenradrennfahrer)
- Bradley Wiggins (Bahnradfahrer)
- Sean Yates (Straßenradrennfahrer)
- Tony Yorke (Trainer)